# Нетреба, Григорий Иванович
Григорий Иванович Нетреба — советский хозяйственный и государственный деятель, лауреат Государственной премии СССР за выдающиеся достижения в труде.

## Биография
Родился в 1938 году в Кагальницком районе Ростовской области. Член КПСС.
В 1953—1957 годах — погонщик, прицепщик, тракторист совхоза «Верный путь» Алексеевского района Белгородской области.
В 1957—1960 годах — военнослужащий Советской армии в ПНР.
В 1960—1965 годах — тракторист-машинист совхоза «Верный путь» Алексеевского района Белгородской области.
В 1965—2002 годах — тракторист-машинист, бригадир механизированной бригады колхоза «Память Кирова» Кагальницкого района Ростовской области.
За получение высоких и устойчивых урожаев зерновых и масличных культур на основе эффективного использования достижений науки, передовой практики и новых форм организации труда был в составе коллектива удостоен Государственной премии СССР за выдающиеся достижения в труде 1982 года.
Мастер высоких урожаев по выращиванию сахарной свеклы. Ударник XII пятилетки.
Заслуженный механизатор сельского хозяйства РФ (14.12.1996)
Почетный гражданин Кагальницкого района (2015).
Умер в 2016 году.

## Награды
- Орден Трудового Красного Знамени
- Орден Дружбы народов
- Орден Знак Почёта